# Annie Leibovitz
Anna-Lou (Annie) Leibovitz (Waterbury (Connecticut), 2 oktober 1949) is een Amerikaanse fotografe. Leibovitz volgde haar opleiding aan het San Francisco Art Institute. In 1970 begon ze te werken voor het blad Rolling Stone. Sinds 1983 werkt ze voor het tijdschrift Vanity Fair.

## Beroemde foto's
- John Lennon, naakt, die een geklede Yoko Ono knuffelt, genomen in 1980 op de dag waarop Lennon werd vermoord.
- Demi Moore, naakt, met een schildering van een maatpak op haar lichaam.
- Whoopi Goldberg liggend in een bad dat gevuld is met melk.
- Christo, volledig ingewikkeld in doeken.
- Bette Midler, in een bed vol rozen.
- Verschillende portretten van koningin Elizabeth II

## Fotoboeken
- Photographs
- Photographs 1970-1990
- American Olympians
- Women
- American Music
- A Photographer’s Life 1990-2005
- Annie Leibovitz at Work

## Persoonlijk leven
Leibovitz had een relatie met schrijfster en essayiste Susan Sontag. Zij ontmoetten elkaar in de late jaren tachtig. Leibovitz heeft ooit gezegd dat Sontag als een mentor voor haar was en haar werk op constructieve wijze bekritiseerde. 
Annie Leibovitz heeft drie kinderen.

## Erkenning
In maart 2024 werd Leibovitz officieel opgenomen in de Académie des Beaux-Arts in Parijs, een erkenning van haar status binnen de kunstwereld.